# Aleksander Osipowski
Aleksander Osipowski (ur. 18 lipca 1889 w Paszkowie, zm. 1940 w ZSRR) – kapitan piechoty Wojska Polskiego, burmistrz w II Rzeczypospolitej, ofiara zbrodni katyńskiej.

## Życiorys
Urodził się 18 lipca 1889 w Paszkowie. Był synem Stanisława. Po odzyskaniu przez Polskę niepodległości został przyjęty do Wojska Polskiego. 1 czerwca 1921, w stopniu porucznika, pełnił służbę w I Litewsko-białoruskim batalionie etapowym, a jego oddziałem macierzystym był 85 pułk piechoty. 3 maja 1922 został zweryfikowany w stopniu kapitana ze starszeństwem z dniem 1 czerwca 1919 i 591. lokatą w korpusie oficerów piechoty. W latach 20. kontynuował służbę w 85 pp w Nowej Wilejce. W 1932 był oficerem kadrze naukowej Korpusu Kadetów Nr 1 we Lwowie. Następnie był oficerem Korpusu Ochrony Pogranicza. Później został przeniesiony w stan spoczynku.
Jako emerytowany oficer był burmistrzem Mostów Wielkich. W styczniu 1937 został wybrany przez radę miasta Skała nad Zbruczem na urząd burmistrza tego miasta.
Po wybuchu II wojny światowej i agresji ZSRR na Polskę z 17 września 1939 został aresztowany przez sowietów. W 1940 został zamordowany przez funkcjonariuszy NKWD. Jego nazwisko znalazło się na tzw. Ukraińskiej Liście Katyńskiej opublikowanej w 1994 (został wymieniony na liście wywózkowej 55/4-4 oznaczony numerem 2171). Ofiary tej części zbrodni katyńskiej zostały pochowane na otwartym w 2012 Polskim Cmentarzu Wojennym w Kijowie-Bykowni.
Od 26 kwietnia 1931 był mężem Heleny Derza.

## Ordery i odznaczenia
- Srebrny Krzyż Zasługi (19 marca 1937)[12][13]
- Medal Pamiątkowy za Wojnę 1918–1921